# Microcharops bimaculatus
Microcharops bimaculatus là một loài tò vò trong họ Ichneumonidae.